# Sunti
Sunti is een bestuurslaag in het regentschap Aceh Timur van de provincie Atjeh, Indonesië. Sunti telt 299 inwoners (volkstelling 2010).